# Jefferson i Paris
Jefferson i Paris (originaltitel: Jefferson in Paris) är en fransk-amerikansk historisk dramafilm från 1995 i regi av James Ivory, som handlar om Thomas Jeffersons tid som amerikanskt sändebud i Frankrike, spelad av Nick Nolte. Fokus är på hans intima relationer med den engelska konstnären Maria Cosway, spelad av Greta Scacchi, och hans tonåriga slav Sally Hemings, spelad av Thandie Newton.

## Handling
Filmen äger rum i Paris under perioden 1784 till 1789, då Thomas Jefferson (spelad av Nick Nolte) var amerikanskt sändebud vid hovet i Versailles, innan Franska revolutionen. Jefferson är en ensam änkling som utvecklar en nära vänskap med Maria Cosway (Greta Scacchi), en gift engelsk konstnär. Men Jefferson hade lovat sin döda hustru att inte gifta om sig och är också angelägen att ta hand om sina två döttrar, "Patsy" (Gwyneth Paltrow) och "Polly" (Estelle Eonnet), som följt med honom till Paris.
Jefferson blir också attraherad av Sally Hemings (Thandie Newton), hans yngsta dotters tonåriga slavpiga som är till 75 % vit och hans döda hustrus halvsyster. Sallys bror James (Seth Gilliam) ägs också av Jefferson. I Paris blir han upplärd till lyxkock.
När Jefferson ska återvända hem med familjen, vill inte James följa med. Han vet att slaveriet är förbjudet i Frankrike och försöker övertyga Sally, som är med barn, att också stanna. Men Jefferson övertalar bägge att återvända mot löfte om att bli fria i Virginia.

## Rollista i urval
- Nick Nolte – Thomas Jefferson
- Gwyneth Paltrow – Patsy Jefferson
- Estelle Eonnet – Polly Jefferson
- Thandie Newton – Sally Hemings
- Seth Gilliam – James Hemings
- Greta Scacchi – Maria Cosway
- Simon Callow – Richard Cosway
- Lambert Wilson – Markis de Lafayette
- William Moseley – George Washington de Lafayette
- Jean-Pierre Aumont – d'Hancarville
- Michael Lonsdale – Ludvig XVI
- Charlotte de Turckheim – Marie-Antoinette
- Nancy Marchand – Madame Abbesse
- Daniel Mesguich – Mesmer
- William Christie – Dirigent
- Ismail Merchant – Tipu Sultans ambassadör
- Vincent Cassel – Camille Desmoulins
- James Earl Jones – Madison Hemings

## Produktion
Filmen spelades in på plats i Paris och Versailles. Den hade premiär på Filmfestivalen i Cannes 1995.

## Mottagande
Filmen var budgeterad till 14 miljoner USD och gav en bruttointäkt om 2,5 miljoner USD på den amerikanska marknaden.